# Одиболт (Ајова)
Одиболт (енгл. Odebolt) град је у америчкој савезној држави Ајова. По попису становништва из 2010. у њему је живело 1.013 становника.

## Демографија
Према попису становништва из 2010. у граду је живело 1.013 становника, што је -140 (-12.1%) становника више него 2000. године.
| Група             | 2000.         | 2010.       |
| Белци             | 1.140 (98,9%) | 988 (97,5%) |
| Афроамериканци    | 4 (0,3%)      | 2 (0,2%)    |
| Азијати           | 2 (0,2%)      | 1 (0,1%)    |
| Хиспаноамериканци | 6 (0,5%)      | 18 (1,8%)   |
| Укупно            | 1.153         | 1.013       |